# مقصدهای پروازی اسکات ایرلاینز
مقصدهای پروازی اسکات ایرلاینز به شرح زیر است:

## آفریقا
مصر
- شرم‌الشیخ - فرودگاه بین‌المللی شرم‌الشیخ [charter]

## آسیا

### آسیای مرکزی
قزاقستان
- آقتائو - فرودگاه آقتائو شهر کانونی
- آق‌تپه، قزاقستان - فرودگاه آقتوبه
- آلماتی - فرودگاه بین‌المللی آلماتی شهر کانونی
- آستانه (قزاقستان) - فرودگاه بین‌المللی آستانه شهر کانونی
- اتیراو - فرودگاه آتیرائو شهر کانونی
- قراغندی - فرودگاه سری‌ارکا
- کوکشه‌تاو - فرودگاه کوکشتائو[۲]
- قوستانای، قزاقستان - فرودگاه قوستانای
- قیزیل‌اوردا - فرودگاه قیزیل‌اوردا شهر کانونی
- اورال، قزاقستان - فرودگاه اورال آک ژول شهر کانونی
- اوسکمن، قزاقستان - فرودگاه اوسکمن
- پتروپاول، قزاقستان - فرودگاه پتروپافل
- سمی - فرودگاه سمی
- چیمکند - فرودگاه بین‌المللی چیمکند قطب
- طراز - فرودگاه تراز
- Urdzhar - Urdzhar Airport
- جزقازغان - فرودگاه ژزقازغان

ازبکستان
- تاشکند - فرودگاه بین‌المللی تاشکند

### شرق آسیا
چین
- شی‌آن - فرودگاه بین‌المللی شی‌آن شیان‌یانگ[۳]

### غرب آسیا
ارمنستان
- ایروان - فرودگاه بین‌المللی زوارتنوتس

جمهوری آذربایجان
- باکو - فرودگاه بین‌المللی حیدر علی‌اف

گرجستان
- باتومی - فرودگاه بین‌المللی باتومی
- تفلیس - فرودگاه بین‌المللی تفلیس

ترکیه
- آنتالیا - فرودگاه آنتالیا [چارتر]
- استانبول - فرودگاه بین‌المللی آتاترک

## اروپا
روسیه
- آستراخان - فرودگاه آستراخان
- چلیابینسک - فرودگاه چلیابینسک[۴]
- قازان - فرودگاه بین‌المللی قازان[۵]
- کراسنودار - فرودگاه پاشکوفسکی
- مخاچ‌قلعه - فرودگاه اویتاش
- مینرالنیه وودی - فرودگاه مینرالنیه وودی
- مسکو
  - فرودگاه بین‌المللی دوموده‌دوو
  - فرودگاه رامنسکویه (آغاز از ۲۰ ژوئن ۲۰۱۶)
- نووسیبیرسک - فرودگاه تولمچوا فصلی[۶]
- امسک - فرودگاه تسنترالنی
- تومسک - فرودگاه بوگاشف[۴]
- روستوف-نا-دونو - فرودگاه روستوف-نا-دونو
- سوچی - فرودگاه بین‌المللی سوچی[۴]
- ولگوگراد - فرودگاه بین‌المللی ولگاگراد[۴]

اوکراین
- کی‌یف - فرودگاه بین‌المللی بوریسپیل[۷]